# Ivan Paul Kaminow
Ivan Paul Kaminow (Union City, Nova Jérsei, 3 de março de 1930 — São Francisco, Califórnia, 18 de dezembro de 2013) foi um físico estadunidense.

## Obras
- Editor: An introduction to electrooptic devices, Academic Press 1974 (Reprint Band)
- Editor com Anthony Edward Siegman: Laser devices and applications : a book of selected reprints, IEEE Press 1973
- Editor com Casimir DeCusatis: The optical communications reference, Elsevier 2010